# Montaña de Agüimes
La Montaña de Agüimes es una estructura volcánica antigua, situada al este de la localidad del mismo nombre, en la isla de Gran Canaria (Canarias, España). Su máxima altura exacta es 352,6 metros. La montaña se encuentra dentro de un espacio protegido que comprende todo el conjunto, con una superficie de 285,2 hectáreas, poseyendo el grado de protección de monumento natural bajo la nomenclatura C-28.

## Toponimia
La montaña toma su nombre de su localidad más cercana, cuyo origen es una voz de procedencia aborigen. Es posible también que esta nomenclatura tenga que ver con que esta formación sea un sitio privilegiado para observar la Villa de Agüimes y los términos municipales más importantes.

## Geología
Esta formación presenta una gran variedad respecto a lo geológico, ya se trata de una manifestación volcánica sumamente antigua, lo que explicaría su alto grado de erosión y desmantelamiento.
En su zona más occidental, presenta una estructura compuesta por Ignimbritas, coladas piroclásticas y coladas riolítico - traquiticas peralcalinas, además de vitrófidos rojizos, presentando un espesor de 200 a más de 350 m.
Su estructura principal presenta lavas basáltico-olivínicas, olivínico-piroxénicas y plagioclásicas, con traquibasaltos subordinados. Hawaiitas, banmoreitas y mugearitas, más específicamente, apilamientos de coladas basálticas, con intercalaciones de almagres, más frecuentes hacia la parte alta. Hacia la parte baja, las coladas son más de tipo pahoehoe, y con potencias individuales de 1 - 2,5 m. Hacia la parte alta, más de tipo aa.
En su zona norte, picos de mayor altitud y la meseta de Agüimes con la que colinda al oeste presentan una composición de lavas basanítico-nefeliníticas, basálticas y basáltico olivínico-piroxénicas. Tefritas subordiriadas, más específicamente, coladas masivas y de hasta 2-3 m de espesor individual. Ligera disyunción columnar. Rocas oscuras, porfídicas (olivinico-piroxénicas), con matriz afanítica o con tramos vesiculares. Con un espesor que varía de los 15-150 m, la cercana Montaña Los Vélez presenta también esta estructura geológica.

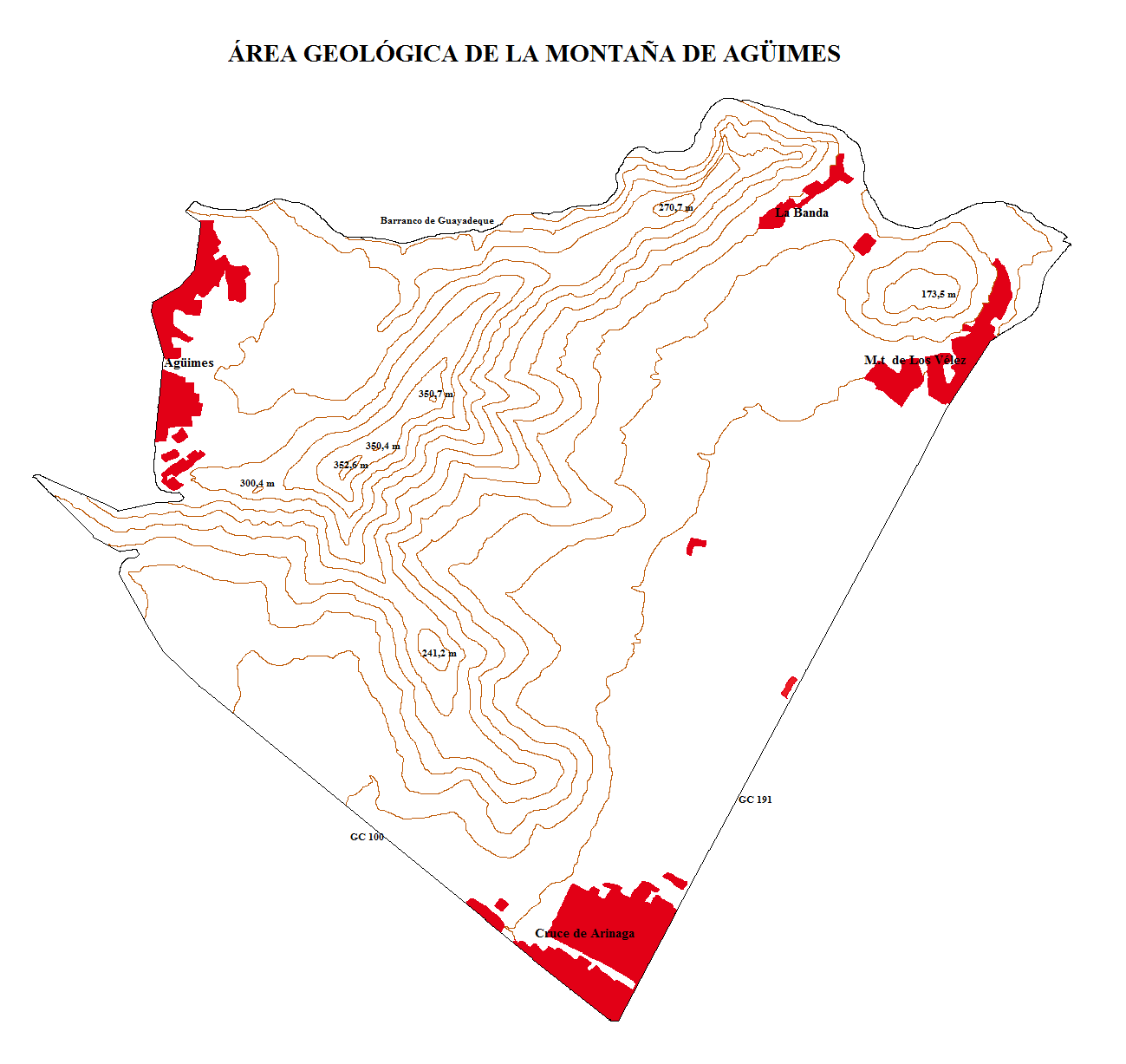
Mapa de la zona conocida como Montaña de Agüimes.

Su base y zonas más bajas se encuentran compuestas por depósitos y derrubios de ladera y coluviones, conos de deyección con intercalaciones eólicas, glacis-conos de composición traquítico-fonolítica. Existen depósitos de edades y naturaleza variadas y de espesor variable, más acusado en la base.
Finalmente, el conjunto colinda en el este con un terreno plano que correspondería con una composición de sedimentos conglomeráticos y arenas fluviales ("fan-delta"), siendo en si, una formación de gravas, arenas y limos marrones, denominada popularmente entre geólogos como Formación Tirajana, correspondiendo probablemente a abanicos aluviales. Las gravas son de 4-22 cm de tamaño (habiendo algún bloque de hasta 40 cm), en esta, hasta épocas recientes, eran ampliamente usadas como terreno de cultivo, derivando su abandono en un terreno de tierra desnuda y fuertemente sujeto a la erosión.

## Historia
Esta formación siempre estuvo ligada fuertemente a la población adyacente. Antes de la Conquista, esta zona era conocida como "Ariganez" o "Argonez", y en ella existía una densa población aborigen, situada en la base de la montaña, el barranco de Guayadeque y la planicie situada al oeste.
Esta estructura ha servido como un punto de observación y un fortín, acusado esto cuando vinieron los primeros colonos europeos, por lo que se han ido encontrado interesantes yacimientos arqueológicos en la Montaña de Agüimes.
La Villa de Agüimes, fundada hace más de 500 años, se sitúa al oeste de esta montaña, existiendo una fuerte ligación entre ambos términos.
En el siglo XVI existieron alrededor de la Montaña de Agüimes, plantaciones de trigo, cebada, azúcar. Después llegó el maíz; al igual que en el resto de la isla, se adoptó también el cultivo de la papa.
Llegando a la actualidad, las hortalizas constituyen las producciones más importantes, destacando la cosecha de tomates, pepinillos, zanahorias, cítricos, olivos y cultivos forrajeros.
Todo este trasiego de cultivos, ha modelado fuertemente algunas zonas de la montaña, alcanzando un mayor grado en su base.
En su lado norte, presenta una mina a cielo abierto de gran tamaño, la cual estuvo en explotación hasta los años 1970, dejando una gran modificación en esa zona. Extracciones a pequeña escala de áridos se han ido dando en diversas partes de la montaña.
A finales del siglo XX, se instalaron diversas estructuras de comunicaciones en algunas zonas de su cumbre, debido a su posición estratégica, permitiendo un alcance en todo el sureste de Gran Canaria.
Actualmente, está adquiriendo popularidad como ruta de senderismo.Esta pequeña ruta de senderismo recorre el Paisaje protegido de la Montaña de Agüimes por la parte más alta de esta formación y posee una longitud de unos 6 kilómetros.
Los puntos de interés consisten en las visitas a las zonas arqueológicas de Morro del Cuervo y Morros de Ávila. En el primero se puede ver al conocido como El Hombre de Guayadeque y diversos petroglifos.

## Climatología
La totalidad de la formación montañosa se encuentra dentro del piso climático conocido como Cardonal-tabaibal. Se trata de una formación vegetal mixta propia de las zonas bajas y costeras de Canarias, dominada fundamentalmente por la presencia de cardones y tabaibas, plantas suculentas de la familia de las euforbiáceas.
Su distribución varía según la influencia de los alisios y la vertiente en la que se encuentra orientada.
El clima predominante en esta zona es cálido y seco, (con una temperatura media de unos 20 °C y precipitaciones anuales de entre 100-350 mm, concentradas principalmente en otoño e invierno y con carácter irregular. El grado de insolación es muy elevado en la vertiente sur y este y menor en la vertiente norte y noroeste, donde se encuentra la vegetación más densa, la humedad ambiental suele rondar el 60 %.
Esto hace a algunas zonas propicias para la formación de torrentes en raras ocasiones, el más conocido es el Barranquillo de la Dueña, debidos a precipitaciones puntuales de carácter fuerte. Esto hace a las zonas bajas susceptibles de erosión y pérdida de suelo. En las zonas altas esta pérdida es muy baja, debido al carácter rocoso y accidentado de esta.

## Naturaleza

### Flora
La Montaña de Agüimes presenta un tipo de vegetación propia del piso climático conocido como Cardonal tabaibal. Tanto el sector de barranco como la montaña presentan una vegetación bastante transformada, formada por matorral con frecuencia dominado por Tabaiba Morisca (Euphorbia regis jubae), si bien también existe una amplia población de Tabaiba Dulce (Euphorbia balsamifera) concentrada en la zona de Morro Cuervo y más dispersada en otras zonas, es posible ver algunos ejemplares de Cardones (Euphorbia canariensis), balos y vinagreras. En la base de la montaña encontramos ejemplares de palmeras intercaladas entre las tierras de labor, donde también se pueden ver algunas especies cactáceas invasoras como tuneras (Opuntia Ficus-indica) o la pita (agave americana), ambas se introdujeron en Canarias durante el siglo XVI. En algunas zonas bajas de la formación, la vegetación es ausente más allá de las hierbas anuales, debido a la sobreexplotación de tierras de cultivos y sobrepastoreo en esas zonas.

### Fauna
Dentro del Cardonal tabaibal se desarrollan gran variedad de insectos debido al riguroso clima, insectos como el endémico longicornio del cardón que se alimenta de los cardones muertos o la mariposa nocturna la esfinge de las tabaibas cuyas larvas depredan sus hojas, existe en la zona, una amplia variedad de caracoles terrestres del tipo Hemicycla.
La fauna del Cardonal tabaibal en general es pobre en animales vertebrados, destacando únicamente algunas aves y reptiles como los lagartos: el lagarto canarión (Gallotia stehlini), existen también en menor cantidad, perenquenes (Tarentola spp.) y las lisas (Chalcides spp.).
La fauna de esta zona cuenta con una nutrida variedad de aves. Sobresalen el cernícalo, el halcón tagarote, la lechuza común, el canario, el alcaraván, el bisbita caminero o de Berthelot, el vencejo unicolor y el mosquitero canario.

## Estado de conservación
En la base de la zona este de esta montaña la vegetación apenas existe. En vez de eso, se encuentran tierras de cultivo abandonadas, casas residenciales, vertederos de pequeño tamaño de carácter ilegal y hasta un recinto de celebraciones.
La picota de Morro de Ávila es considerada como la más antropizada, ya que en su norte se encuentra una mina a cielo abierto de considerable tamaño, además del poblado conocido como ¨La Banda¨. Este poblado se encuentra en la zona este del mismo, estando directamente emplazado en la estructura de la Montaña de Agüimes.

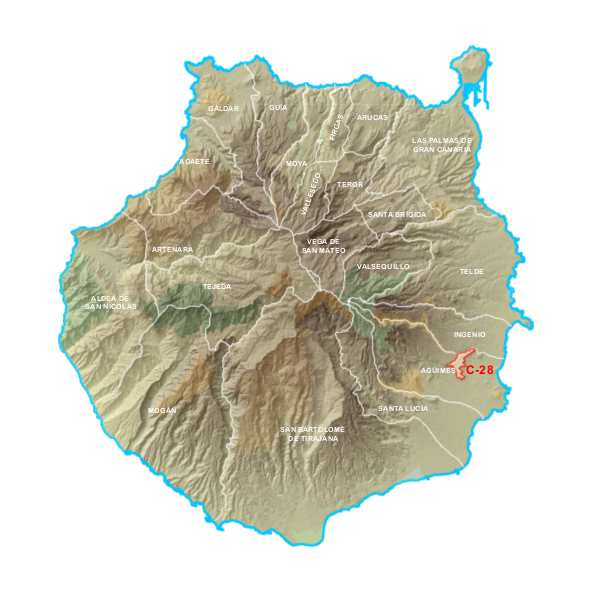
Situación del Monumento Natural C-28 Montaña de Agüimes respecto a la isla de Gran Canaria.

La zona, sobre todo la base, presenta elevados grados de erosión por el agua y el viento, produciéndose la formación de pequeños barranquillos en susodichas zonas.
En la locación del Lomo del Cabezo, la construcción de un estanque y diversas instalaciones ha producido una perturbación del terreno, debido a la movilización de áridos, además de un asentamiento conocido como Las Chazuelas al sur de la Montaña del Cabezo.
Por amplias zonas de esta montaña, se encuentran torres de alta tensión de gran altura que distribuyen la energía producida por la central eléctrica de Juan Grande a Agüimes e Ingenio, produciendo una perturbación significativa de la región.
En las partes más altas, debido a su posición estratégica, se han instalado diversas estaciones de telecomunicaciones, causando un deterioro tanto por su presencia, como por la carretera necesaria para su mantenimiento.

### Uso para energías renovables
La zona localizada más al sur, conocida como Montaña del Cabezo, conocidos como Parque Eólico Lomo del Cabezo, consistente en tres molinos eólicos de modelo Enercon 600, con una potencia de 1,8 MW, con fecha de aprobación para su construcción, el 04/02/2000.
También existe una turbina de grandes dimensiones, conocido como Parque Eólico Doramas, compuesto por una turbina Enercon E-70, con una potencia de 2,3 MW.
Finalmente, existen dos parques eólicos que se encuentran en fase de tramitación, conocidos como Llano Blanco y Villegas, que incluyen en total 12 turbinas, 4 del modelo Enercon E-70, con potencia de 9,2 MW y 8 turbinas del modelo Enercon E-44, con una potencia de 7,2 MW.
Se ha estudiado el uso de la llanura adyacente, localizada al este de esta montaña y conocida como Llano Blanco, para implantar placas solares, ya que es un terreno yermo y llano, propicio para ese tipo de instalaciones.

## Cultura popular
La montaña de Agüimes constituye un elemento referencial en el paisaje de la zona sureste de Gran Canaria, tanto por su elevación respecto al territorio circundante, como por su fuerte simbolismo en toda la región, más profuso en la municipalidad de Agüimes. También es notable el valor arqueológico de esta, contando con una alta densidad de yacimientos arqueológicos, bastante deteriorados por el vandalismo.